# بنجامين فرانكلين بيرسون
بنجامين فرانكلين بيرسون هو سياسي كندي، ولد في 4 أبريل 1855، وتوفي في 31 يناير 1912. حزبياً، نشط في الحزب الليبرالي في نوفا سكوشا ‏. وقد انتخب عضو مجلس نواب نوفا سكوتيا.